# The King of Limbs: Live from the Basement
The King of Limbs: Live from the Basement ist ein Videoalbum aus dem Jahr 2011 der Band Radiohead. Es enthält Live-Aufnahmen aller acht Songs des Studioalbums The King of Limbs und zusätzlich die Songs The Daily Mail und Staircase. Die DVD und Blu-ray Editionen enthalten eine zusätzliche Aufführung der Single Supercollider, inklusive Download-Code und einem 32-Seitigen, eingebundenen Booklet mit Fotos der Aufnahme-Session. Es ist auch auf iTunes erhältlich.
Mit den fünf Bandmitgliedern Radioheads treten außerdem einige Gastmusiker auf, darunter Clive Deamer, ein derzeitiges Tournee-Mitglied der Bands Portishead und Radiohead, welcher Schlagzeuger Phil Selway unterstützt.

## Titelliste
1. Bloom – 6:13
2. The Daily Mail – 4:10
3. Feral – 3:35
4. Little by Little – 4:47
5. Codex – 5:09
6. Separator – 6:36
7. Lotus Flower – 5:43
8. Staircase – 5:06
9. Morning Mr Magpie – 5:46
10. Give Up the Ghost – 5:53

Bonus-Track
1. Supercollider – 5:41

## Beteiligte Musiker
Radiohead
- Colin Greenwood – E-Bass
- Jonny Greenwood – Gitarre, Effekte, Keyboard, „Laptop“, Schlagzeug, E-Bass
- Ed O’Brien – Gitarre, Effekte, Backing Vocals
- Phil Selway – Schlagzeug, Percussions
- Thom Yorke – Gesang, Gitarre, Keyboard, Klavier, Percussions

Gastmusiker
- Clive Deamer – Schlagzeug, E-Schlagzeug, Percussions
- Noel Langley, Yazz Ahmed, Clare Moss, Trevor Mires, Owen Marshall, Ben Castle, Phil Todd – Blechbläser